# گراهام رید (بازیکن فوتبال ، زاده ۱۹۳۸)
گراهام رید (انگلیسی: Graham Reed؛ زادهٔ ۶ فوریهٔ ۱۹۳۸) بازیکن فوتبال اهل بریتانیا است.
از باشگاه‌هایی که در آن بازی کرده‌است می‌توان به باشگاه فوتبال ساندرلند اشاره کرد.